# Glyptolithodes cristatipes
Glyptolithodes cristatipes är en kräftdjursart som först beskrevs av Faxon 1893.  Glyptolithodes cristatipes ingår i släktet Glyptolithodes och familjen trollkrabbor. Inga underarter finns listade i Catalogue of Life.

## Bildgalleri

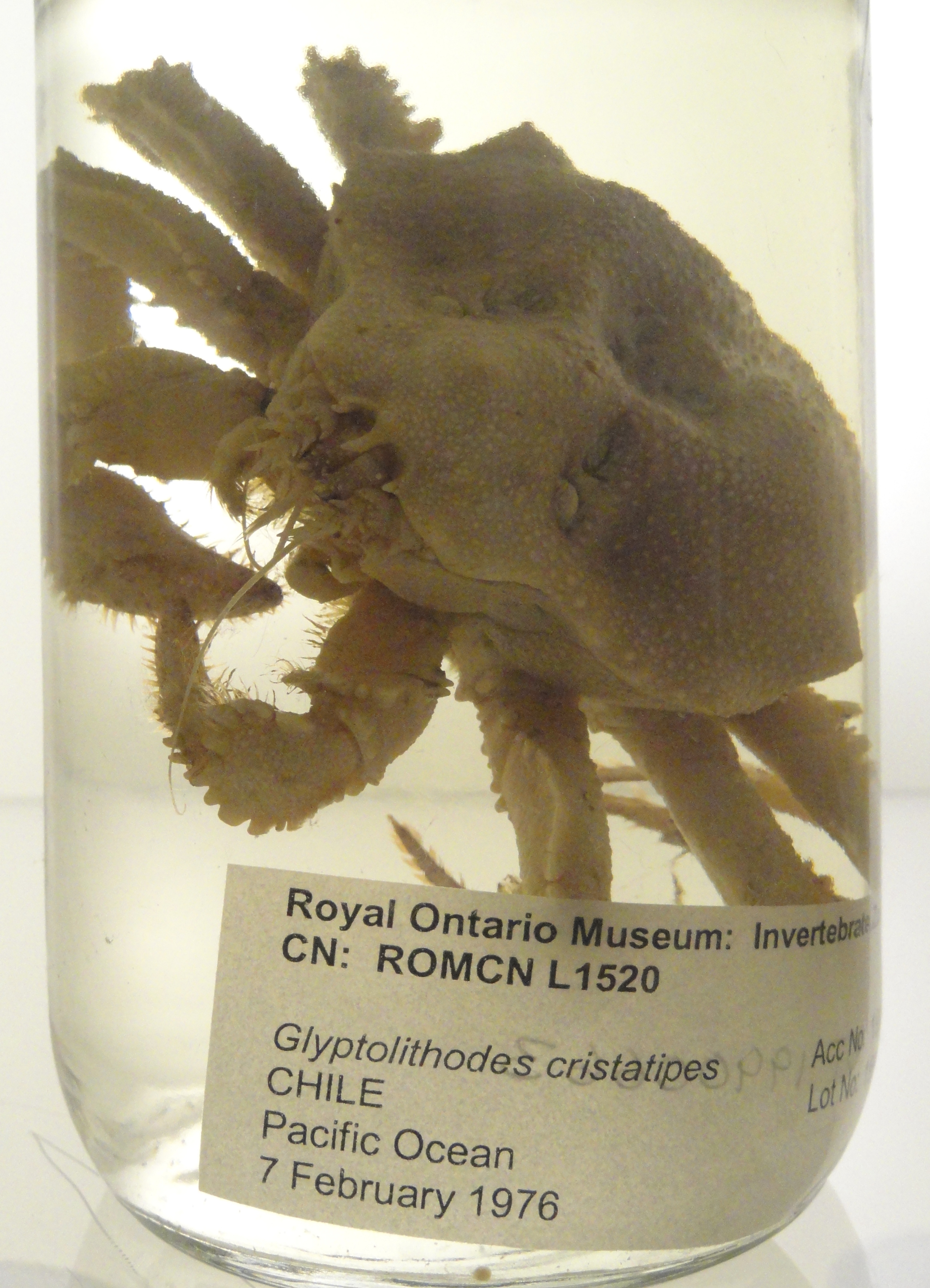